# Exhibicionizmus
Az exhibicionizmus egy a DSM V-ben felsorolt nyolc hivatalos mentális betegségként elismert parafília közül. Az említett kifejezés figyelemfelkeltő viselkedést, valamint a nemi jellegű testrészek mutogatására való kóros kényszert jelenti. Azt a személyt, aki ebben a mentális betegségben szenved, exhibicionistának nevezik.

## Háttere

### Etimológia
A legtöbb parafília megnevezéséhez hasonlatosan latin eredetű szó. Az exhibere kifejezés és az eszmét, irányzatot jelölő -izmus főnévképző összeházasításából született.

### Kriminológiai vonatkozások
A szexuális bántalmazásnak többféle csoportosítási lehetőségét ismerjük. Ilyen például az elkövetés típusa szerinti osztályozás, ami sokféle szexuális aktivitást takar az érintkezés nélküli formától egészen a behatolást is magába foglaló cselekedetig. A kényszerű, szexuális töltetű magamutogatás éppúgy a szexuális bántalmazások listáját gyarapítja, s a fentebb említett csoportosítási lehetőségen belül a behatolás nélküli szexuális bántalmazások közé sorolandó, akár csak a voyeurizmus vagy a szemérmetlen beszéd.
A múltban előfordultak olyan szervezetek, amelyek a exhibicionizmus dekriminalizációja mellett voksoltak. Hollandiában az ún. szexuális reform-mozgalom élén álló Mary Zeldenrust-Noordanus fogalmazta meg 1967-ben a mozgalom törekvéseit. Tanulmányában különböző célokat tűzött ki, úgy mint a homoszexualitás, a pornográfia, a prostitúció valamint az abortusz dekriminalizálása, illetve a válás és a nyílt homoszexualitás legalizálása. Nem sokkal később a Homofilek Integrációjának Társasága is Zeldenrust-Noordanusékhoz hasonló célokért kezdett el küzdeni. A felsoroltak mellett mindkét szervezetről elmondható, hogy támogatták az erotikus diverzitást, beleértve a pedofiliát, a szadomazochizmust és az általunk tárgyalt exhibicionizmust is.

### Jogi vonatkozások
Szeméremsértés vétségének nevezzük, amikor valaki azért mutogatja meztelen testrészeit, mert így akarja felkelteni és kielégíteni saját vágyait. Ezért Magyarországon két év börtönbüntetéssel is sújthatják a magamutogatót. Amennyiben valaki 14 éven aluliak előtt teszi mindezt, akár három év letöltendőre is ítélhetik.
Pornográf tartalom által közvetített exhibicionizmussal nem csak az utcán sétálva találkozhatunk, hanem a képernyőn vagy fényképeken is. Pornográf tartalomnak/felvételnek tekintjük mindazt, ami a nemiséget súlyosan szeméremsértő nyíltsággal ábrázolja, a nemi vágy felkeltését célozva meg. Itt fontos megjegyezni, hogy exhibicionizmus áldozata bármelyik nem vagy korosztály képviselője lehet, ám az eddig jegyzettek alapján az exhibicionisták túlnyomó részt a férfiak soraiból kerülnek ki.
Az említett testrészek mutogatása idegenek, leggyakrabban a másik nem képviselői előtt fordul elő. Helyszínként általában elhagyatottabb környékeket választanak, pl. parkot, esetleg sötétebb helyeket. Az is megeshet, hogy a kockázatot keresve olyan helyszínt választanak, ahol akár az elkapásuk veszélye is fennállhat, fokozva ezzel az izgalmi faktorral az élvezetet.

## Mentális betegség

### Kialakulás
Kialakulása még nem teljesen tisztázott, ám különféle elméletek születtek azzal kapcsolatban, hogyan is válik valaki exhibicionistává.
Mélylélektani és dinamikus pszichológiai irányzatok képviselői úgy vélik, a problematikus szexuális viselkedésfajták fixációs vagy regressziós eredettel rendelkeznek, így elmondható, hogy ezen parafília gyökerei is sok egyéb mentális problémával egyetemben a gyermekkor bizonyos momentumaiban keresendők. Az exhibicionizmus kapcsán egyes szakemberek úgy vélik, hogy a gyermekkori meztelenség szeretetére vezethető vissza ezen parafília kialakulása. A kisgyermek szeret meztelenül lenni, szívesen mutogatja magát egészen addig, amíg le nem szoktatják erről, s ebből kifolyólag szívesen játszik a nemi szervével. Erre vezetik vissza, hogy az exhibicionista férfi a merev hímvessző váratlan megmutatásával megdöbbenést keltve fokozza saját izgalmát és vele együtt élvezetét.
Freud pályafutása során számos gondolatot fűzött a szexualitáshoz. Elméletében az erogén zónák központi szerepet kaptak. Ezeket a zónákat  „a nemi szervek mellékműszereinek és pótszereinek”  nevezi, amelyek „új nemi célokat teremtenek”. Szerinte nézelődési és mutogatási kedvnél a szem felel meg az erogén zónának, a nemi ösztön fájdalmi és kegyetlenségi összetevőjénél pedig nem más, mint a bőr veszi át ezt a szerepet, azaz az orális és anális  zónákon kívül a szem és a bőr is erogén zóna, s ún. perverz rész-ösztönök előhívója. Freud azért tartja perverznek ezeket a zónákat, mert a látás révén jöhet létre a „nézelődésnek” nevezett voyeurizmus és a „mutogatási kedvnek” nevezett exhibicionizmus; s a bőr pedig lehetővé teszi a szadizmus és mazochizmus bizonyos formáit.  Ezekből adódnak aztán Freud elképzelése szerint különböző, fentebb említett perverz rész-ösztönök.

### Szimbolikája
A pénisz felfogható a fegyver szimbólumaként, így amikor egy exhibicionista férfi előveszi a nemi szervét, olyan érzése lehet, mintha fegyvert szegezne az illetőre. Sok esetben nyilvános önkielégítés is társul a mutogatáshoz, bár alapesetben az exhibicionista nem megy messzebbre annál, minthogy felfedje intim testrészeit. Sokszor a rémült tekintetektől támad szexuális vágya, ugyanakkor fontos megjegyezni, hogy bár nem csak az a lehetőség áll fent, hogy a magamutogató hazamegy, majd az otthonában elégíti ki magát, hanem megeshet, hogy már az utcán maszturbálásba kezd, ám mégsem szabad az exhibicionistákat a nemi erőszakolókkal egy lap alá venni, ugyanis ők általában nem keresik a fizikai kontaktust, nem támadnak, elég nekik az a reakció, amit meztelenkedést magába foglaló tevékenységük kivált.